# 1990년 전국체육대회
제71회 전국체육대회는 1990년 10월 15일부터 1990년 10월 21일까지 대한민국 충청북도 일원에서 개최되었다.

## 개요
- 대회명칭 : 제71회 전국체육대회
- 개최기간 : 1990년 10월 15일 ~ 1990년 10월 21일
- 개최지 : 충청북도
- 구호 : 굳센 체력, 힘찬 전진, 밝은 내일
- 참가인원 : 21,293명
- 종별 : 일반부, 대학부, 고등부

## 종목

### 정식종목
| - 검도 - 골프 - 궁도 - 근대5종 - 농구 - 럭비 - 레슬링 - 배구 - 배드민턴 - 복싱 | - 볼링 - 사격 - 사이클 - 수영 (경영, 다이빙, 수구) - 승마 - 씨름 - 야구 - 양궁 - 역도 - 요트 | - 유도 - 육상 - 인라인롤러 - 정구 - 조정 - 체조 - 축구 - 카누 - 탁구 - 태권도 | - 테니스 - 펜싱 - 하키 - 핸드볼 |

### 시범종목
- 보디빌딩